# Französische Kirche Berlin

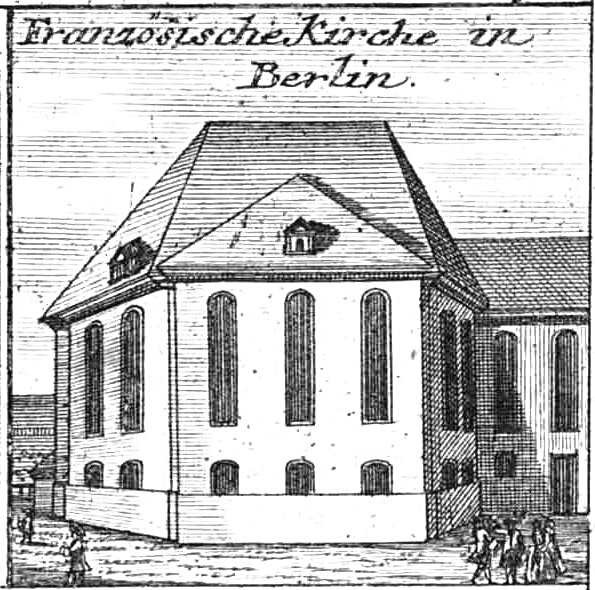
Die Kirche der Berliner Parochie, Kupferstich von Johann David Schleuen von 1757

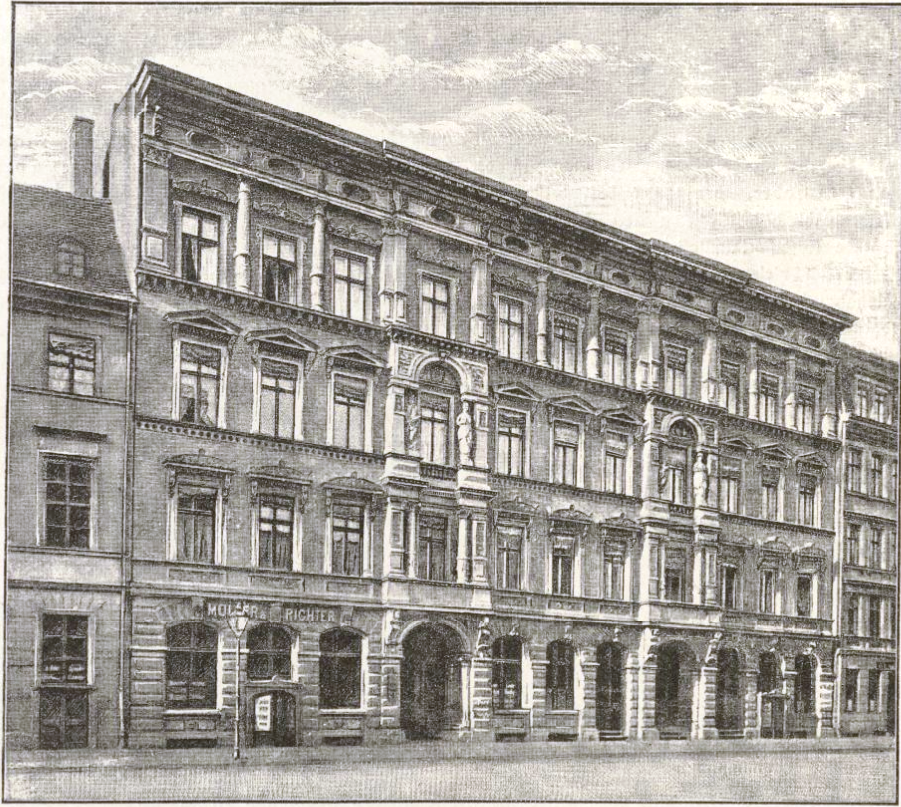
Klosterstraße 43, Vorderhaus von 1882

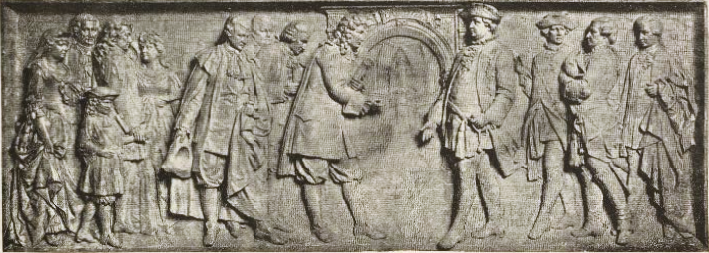
Relief von 1885 über dem Eingang zur Kirche

Die Französische Kirche in Berlin, auch „Klosterkirche“ genannt, war die vierte Kirche der Hugenotten in Berlin. Sie stand bis 1950 in der Klosterstraße 43 im heutigen Berliner Ortsteil Berlin-Mitte.

## Geschichte
Das Konsistorium der französischen Kolonie erwarb 1720 Haus und Garten des Hofmedikus Stosch und 1721 die Häuser des Schlachters Kretschmer und des Bäckers Lüdecke in der Klosterstraße. Im Oktober 1721 erfolgte die Grundsteinlegung für eine neue Kirche, deren feierliche Einweihung in Gegenwart des Königs am 11. August 1726 stattfand. Die Kirche wurde auch französische Klosterkirche genannt. 1734 erhielt sie als erste der französischen Kirchen in Berlin eine Orgel. Diese wurde von Joachim Wagner gebaut. 1794 wurde sie von Ernst Julius Marx umgebaut und besaß danach 13 Register auf einem Manual und Pedal. 1765 wurde das Haus neben der Kirche, in dem die Geistlichen wohnten, vollkommen umgebaut. Die Mädchenabteilung der École de Charité wurde hierher verlegt und eine öffentliche Gemeindeschule errichtet. Vermutlich gleichzeitig erhielt die bisher freistehende Kirche einen Frontbau. Bis zum Jahr 1817 wurden ausschließlich französische Gottesdienste abgehalten, dann wurden deutsche Gottesdienste eingeführt.
1844 wurde die Mädchenabteilung der École de Charité in das neue Hospiz in der Friedrichstraße 129 verlegt. Von 1879 bis 1882 wurde das alte Gebäude, zusammen mit der Vorderfront der Kirche, durch einen Neubau nach Plan und unter Leitung von Gustav Adolph Gaillard ersetzt. Unter dessen Leitung wurde anschließend auch die Kirche gründlich renoviert. Gaillard konnte den Bildhauer Johannes Boese dazu gewinnen, zwei Reliefs mit geschichtlichen Darstellungen auszuführen; erstens: Die Aufnahme von Réfugiés durch den großen Kurfürsten (befindet sich heute am Eingang Joachim-Friedrich-Straße 4 in Berlin-Halensee); zweitens: Die Einweihung der Kirche der Berliner Parochie durch den König Friedrich Wilhelm I. (Verbleib unbekannt). 1901 wurde von Barnim Grüneberg eine neue Orgel mit 13 Registern auf zwei Manualen und Pedal geliefert, das Gehäuse von 1734 wurde wiederverwendet.
Nachdem die Kirche schon längere Zeit von der französischen Gemeinde nicht mehr genutzt worden war, wurde sie 1922 vermietet und 1924  vom Architekten Albert Biebendt (1873–1939) zu einem Theater, die Goethe Bühne, umgebaut.
Von 1925 bis 1931 hieß es Theater in der Klosterstraße. In der Spielzeit 1930/31 wurde es von der Nationalsozialistischen Volksbühne genutzt. Ab 1935 war der Mieter das Kultur-Filmtheater „Haus der Länder“. Im Zweiten Weltkrieg wurde die Kirche zerstört und um 1950 abgerissen.